# Branko Zorko
Branko Zorko (Čakovec, 1º luglio 1967) è un ex mezzofondista croato, fino al 1991 jugoslavo.

## Biografia
Ha partecipato a 4 Giochi olimpici, 11 presenze indoor fra europei e mondiali, 2 volte alle Universiadi, 3 europei e 4 mondiali all'aperto. Inoltre è stato 7 volte primatista nazionale in differenti specialità di mezzofondo.

## Record nazionali
Seniores
- 1000 metri piani indoor: 2'20"35 ( Erfurt, 4 febbraio 1998)
- 1500 metri piani: 3'33"30 ( Monaco, 8 agosto 1998)
- 1500 metri piani indoor: 3'38"05 ( Stoccarda, 2 febbraio 1997)
- Miglio: 3'52"64 ( Stoccolma, 5 agosto 1998)
- 2000 metri piani: 4'58"02 ( Nizza, 10 luglio 1996)
- 3000 metri piani: 7'48"72 ( Hengelo, 1º giugno 1998)
- 3000 metri piani indoor: 7'49"29 ( Il Pireo, 7 marzo 1990)

## Palmarès
| Anno                               | Manifestazione           | Sede       | Evento       | Risultato  | Prestazione | Note |
| ---------------------------------- | ------------------------ | ---------- | ------------ | ---------- | ----------- | ---- |
| In rappresentanza della Jugoslavia |                          |            |              |            |             |      |
| 1987                               | Universiadi              | Zagabria   | 1500 m piani | 7º         | 3'46"46     |      |
| 1988                               | Europei indoor           | Budapest   | 1500 m piani | 7º         | 3'47"69     |      |
| 1988                               | Giochi olimpici          | Seul       | 1500 m piani | Batteria   | 3'45"52     |      |
| 1989                               | Europei indoor           | L'Aia      | 3000 m piani | 5º         | 7'54"16     |      |
| 1989                               | Mondiali indoor          | Budapest   | 3000 m piani | 6º         | 7'52"26     |      |
| 1989                               | Universiadi              | Duisburg   | 1500 m piani | Batteria   | 3'48"42     |      |
| 1990                               | Europei indoor           | Glasgow    | 3000 m piani | Bronzo     | 7'54"77     |      |
| 1990                               | Europei                  | Spalato    | 1500 m piani | Batteria   | 3'40"86     |      |
| In rappresentanza della Croazia    |                          |            |              |            |             |      |
| 1992                               | Europei indoor           | Genova     | 1500 m piani | Bronzo     | 3'42"85     |      |
| 1992                               | Giochi olimpici          | Barcellona | 1500 m piani | Semifinale | 3'39"71     |      |
| 1993                               | Mondiali indoor          | Toronto    | 1500 m piani | Bronzo     | 3'45"39     |      |
| 1993                               | Mondiali                 | Stoccarda  | 1500 m piani | Semifinale | 3'43"12     |      |
| 1994                               | Europei indoor           | Parigi     | 1500 m piani | Argento    | 3'44"64     |      |
| 1994                               | Europei                  | Helsinki   | 1500 m piani | Bronzo     | 3'36"88     |      |
| 1995                               | Mondiali                 | Göteborg   | 1500 m piani | Batteria   | 3'48"63     |      |
| 1996                               | Europei indoor           | Stoccolma  | 1500 m piani | 5º         | 3'46"82     |      |
| 1996                               | Giochi olimpici          | Atlanta    | 1500 m piani | Semifinale | 3'35"14     |      |
| 1997                               | Mondiali indoor          | Parigi     | 1500 m piani | 4º         | 3'39"25     |      |
| 1997                               | Giochi del Mediterraneo  | Bari       | 1500 m piani | Argento    | 3'45"17     |      |
| 1997                               | Mondiali                 | Atene      | 1500 m piani | Semifinale | 3'41"63     |      |
| 1998                               | Europei indoor           | Valencia   | 1500 m piani | 6º         | 3'45"83     |      |
| 1998                               | Europei                  | Budapest   | 1500 m piani | 10º        | 3'43"95     |      |
| 1999                               | Giochi mondiali militari | Zagabria   | 1500 m piani | Bronzo     | 3'41"06     |      |
| 2000                               | Europei indoor           | Gand       | 1500 m piani | Batteria   | 3'42"92     |      |
| 2000                               | Giochi olimpici          | Sydney     | 1500 m piani | Batteria   | 3'46"16     |      |
| 2001                               | Mondiali indoor          | Lisbona    | 1500 m piani | Batteria   | 3'39"55     |      |
| 2002                               | Europei indoor           | Vienna     | 1500 m piani | 4º         | 3'50"66     |      |
| 2004                               | Giochi olimpici          | Atene      | 1500 m piani | Batteria   | 3'48"28     |      |

## Altre competizioni internazionali
1989
- 7º al Golden Gala ( Pescara), 1500 m piani - 3'37"74

1993
- 12º all'ISTAF Berlin ( Berlino), miglio - 3'57"01
- 6º all'Herculis ( Monaco), 1500 m piani - 3'37"19
- 8º all'Athletissima ( Losanna), 1500 m piani - 3'37"41

1994
- 4º all'Herculis ( Monaco), 1500 m piani - 3'34"84

1995
- 12º all'Athletissima ( Losanna), 1500 m piani - 3'41"06

1996
- 14º all'Herculis ( Monaco), 1500 m piani - 3'36"10
- 10º all'Athletissima ( Losanna), 1500 m piani - 3'38"63

1997
- 8º all'Athletissima ( Losanna), 1500 m piani - 3'39"57

1998
- 4º al Bauhaus-Galan ( Stoccolma), miglio - 3'52"64
- 9º al Meeting de Paris ( Parigi), miglio - 3'54"27
- 11º all'Herculis ( Monaco), 1500 m piani - 3'33"10
- 7º al Golden Gala ( Roma), 1500 m piani - 3'33"64
- 13º al Memorial Van Damme ( Bruxelles), 1500 m piani - 3'38"25
- 15º all'ISTAF Berlin ( Berlino), 1500 m piani - 3'44"43